# Aerides odorata
Aerides odorata är en orkidéart som beskrevs av João de Loureiro. Aerides odorata ingår i släktet Aerides och familjen orkidéer. Inga underarter finns listade i Catalogue of Life.

## Bildgalleri

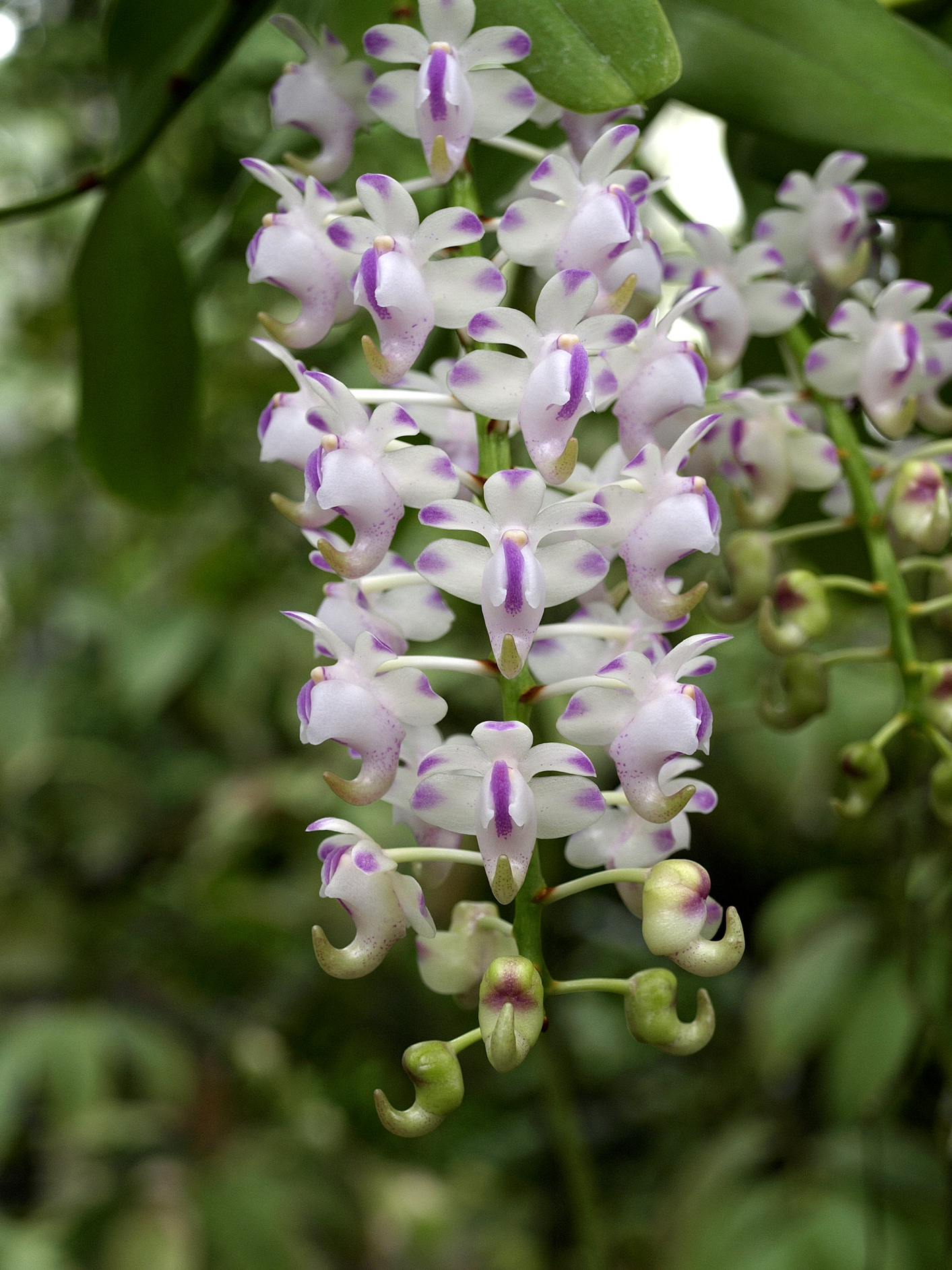
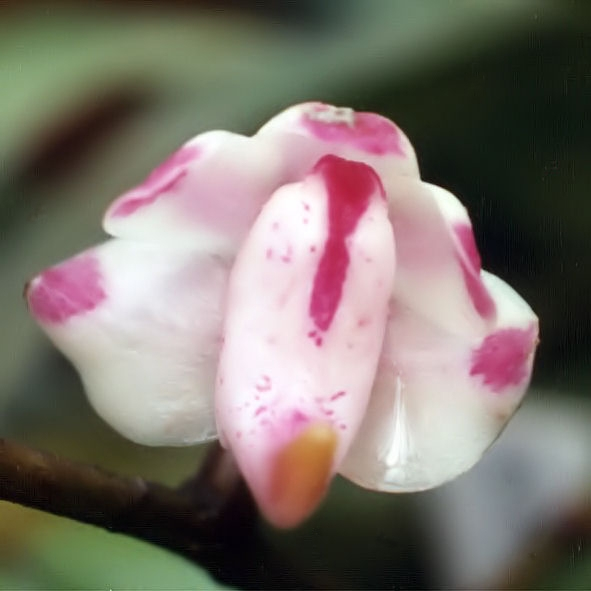
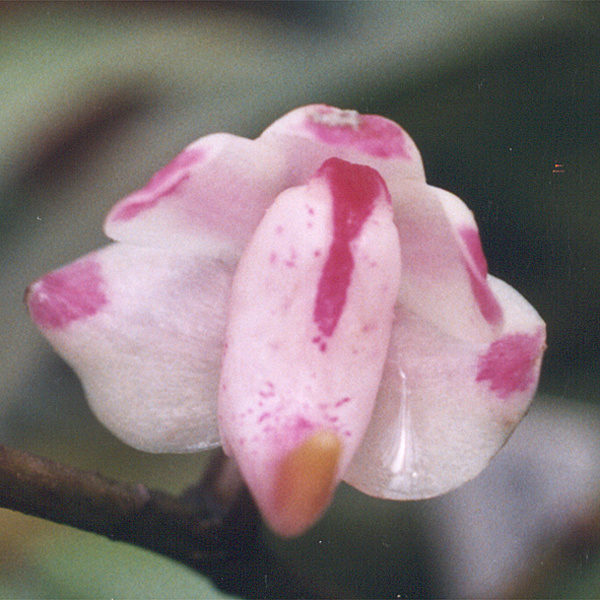
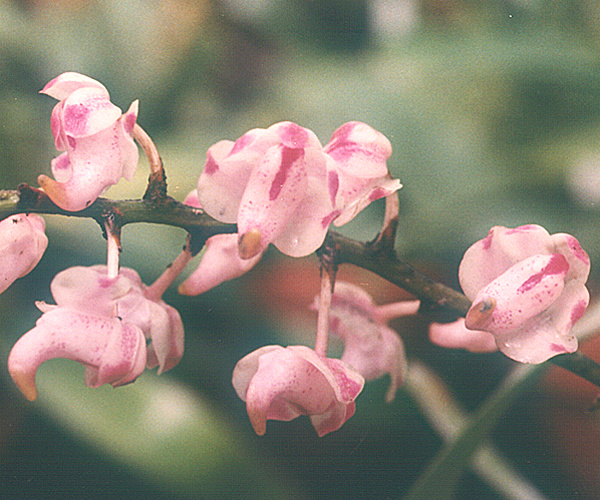